# Joint Sigint Cyber Unit
La Joint Sigint Cyber Unit (JSCU) est une organisation gouvernementale néerlandaise fondée en 2013 et devenue opérationnel le 15 juin 2014. Les tâches principales de la JSCU consistent à intercepter le trafic radio et satellite (renseignement d'origine électromagnétique) et à obtenir des renseignements par le biais de cyber-opérations. L'organisation coopère étroitement avec les agences de renseignement étrangères alliées.

## Généralités
La décision de créer une organisation de renseignement commune a été prise en 2011. Les préparatifs de la création de la JSCU ont débuté fin 2012, sous la dénomination de Project Symbolon, sous l'égide de l'Algemene Inlichtingen- en Veiligheidsdienst (AIVD) et du Militaire Inlichtingen- en Veiligheidsdienst (MIVD). La Joint Sigint Cyber Unit est régie par ces deux services.
Le siège de la JSCU est situé dans le bâtiment de l'AIVD à Zoetermeer et compte environ 350 employés.  D'autres divisions de la JCSU sont hébergées avec le MIND à La Haye.
Avant la fondation de la JSCU, la Nationale SIGINT Organisatie (NSO) était l’organisation chargée de l’interception du trafic radio et satellite. Le NSO fonctionnait également sous le commandement conjoint de l'AIVD et du MIVD. Le NSO est officiellement devenu membre de JSCU lors de sa création le 15 juin 2014.
La JSCU est spécialisée dans le renseignement d'origine électromagnétique (ROEM) et cyber. Le ROEM inclut les informations recueillies à partir de (télé)communications. L'AIVD définit le «cyber» comme un groupe d'activités liées aux réseaux informatiques et aux flux de données. Les exemples donnés sont la cartographie du paysage Internet dans les (nouvelles) zones de mission, l'information des alliés sur les virus informatiques dangereux ou le piratage de sites Web terroristes.

## Stations d'interception
Pour intercepter les communications sans fil, la JSCU exploite deux stations d'interception, auparavant gérées par le NSO : à Burum pour l'interception du trafic par satellite et à Eibergen pour l'interception du trafic radio à haute fréquence.

### Burum

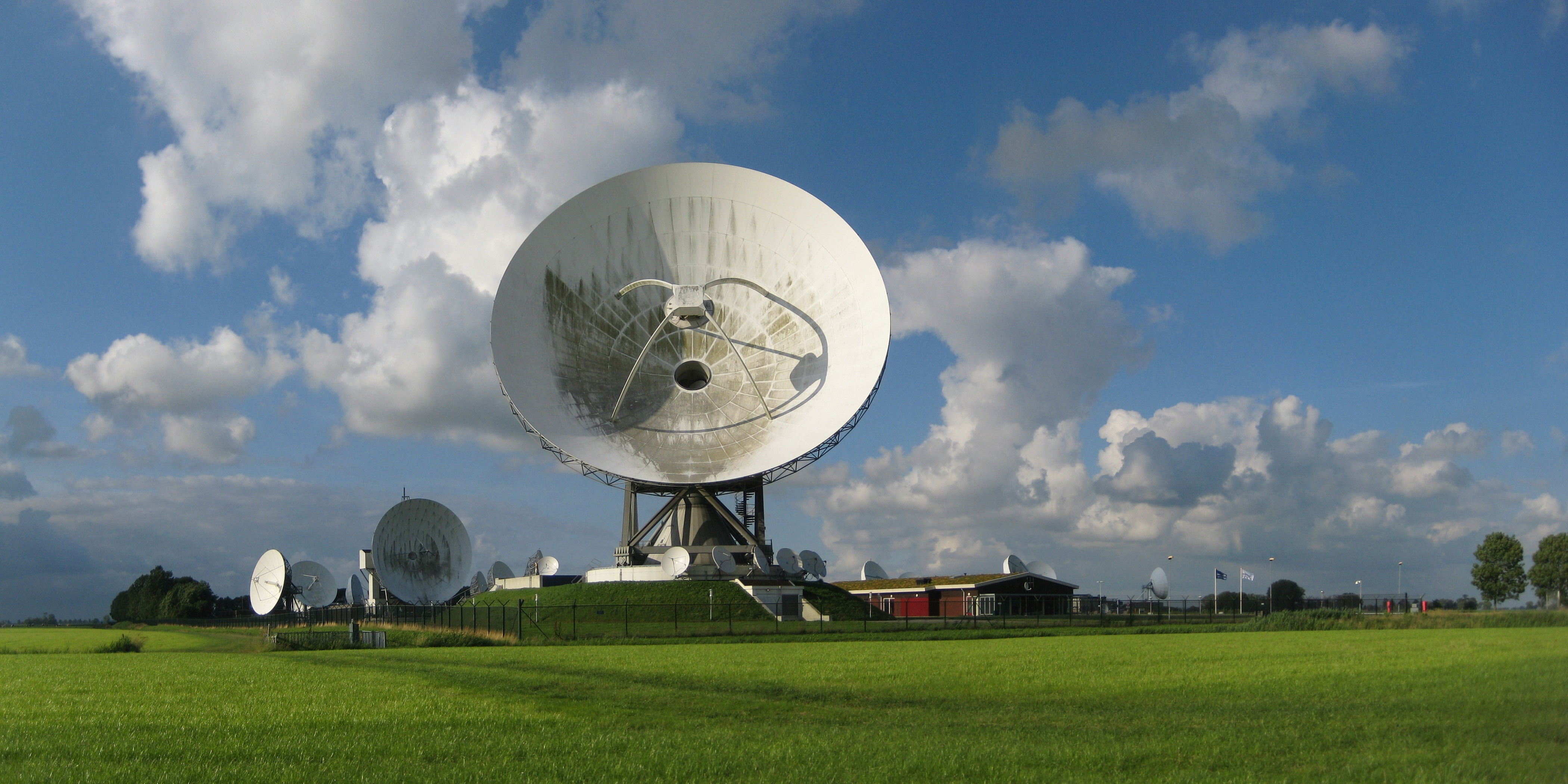
La station d'interception par satellite à It Greate Ear près de Burum (2012)

La station d'interception pour le trafic par satellite est située à Burum (municipalité de Kollumerland), dans la province de Frise. Elle est devenue pleinement opérationnelle en 2006. La construction de cette station (officiellement appelée «Satelliet Grondstation Burum») a débuté en 2005 en remplacement de l'ancienne station sol de Zoutkamp, dans le nord de la Groningue.
L’opérateur de télécommunications Stratos (anciennement Xantic) exploite une station terrestre satellite (anciennement station terrestre Satellite 12, mais plus connue sous son surnom : It Grutte Ear (La grande oreille)). Près de Burum. La station d'interception NSO a été créée dans le coin sud-est de la propriété de la station satellite Stratos existante. Deux grandes antennes paraboliques de 18 m de diamètre, neuf plus petites antennes paraboliques de 11 m de diamètre et quatre gaufriers de 4 m de diamètre ont été ajoutés à des fins Sigint.

### Eibergen
Une deuxième station d'interception JSCU est située sur la base militaire de Kamp Holterhoek à Eibergen, dans la région d'Achterhoek. Depuis 1967, le 898e bataillon de transmissions, basé à Eibergen, intercepte le trafic radio des pays de l'ancien bloc de l'Est. En 1998, le bataillon fusionna avec le 1er bataillon des transmissions de la Force aérienne d’Alphen et une partie du Service de renseignement de la marine (le Technisch Informatie Verwerkingscentrum) de Eemnes, pour devenir le nouveau Operationeel Verbindings-Inlichtingen Centrum (Centre de renseignement opérationnel, OVIC), à Eibergen.